# Quận Sandusky, Ohio
Quận Sandusky là một quận thuộc tiểu bang Ohio, Hoa Kỳ. Quận lỵ đóng ở Fremont6. 
Dân số theo điều tra năm 2010 của Cục điều tra dân số Hoa Kỳ là 60.944 người.

## Địa lý
Theo Cục điều tra dân số Hoa Kỳ, quận này có diện tích 1080 km2, trong đó có 24 km2 là diện tích mặt nước.